# Public Domain Enhancement Act
Der Gesetzesentwurf „Public Domain Enhancement Act“ (PDEA, „Gesetz zur Förderung der Gemeinfreiheit“) wurde in den Jahren 2003 und 2005 im US-Kongress eingereicht und beabsichtigte eine symbolische Steuer auf jedes urheberrechtlich geschützte Werk. Der Zweck des Gesetzes bestand darin, die Ermittlung des Urhebers zu vereinfachen – schließlich müsste jeder Urheber in einem Steuerregister verzeichnet sein – und urheberrechtlich geschützte Werke, deren Urheber die Steuer nicht bezahlt haben, als verwaistes Werk in die Gemeinfreiheit zu entlassen.
Der Vorschlag wurde von Zoe Lofgren und John Doolittle als Reaktion auf die gescheiterte Verfassungsklage Eldred v. Ashcroft eingereicht (siehe Weblinks), um dem vorher verabschiedeten Copyright Term Extension Act entgegenzuwirken. Im neueren Entwurf hätte die Steuer mehrere Male bezahlt werden müssen: Einen Dollar fünfzig Jahre nach der Erstpublikation oder am 31. Dezember 2006, wobei in jedem Fall das spätere Datum maßgeblich wäre; und danach alle 10 Jahre, bis die Schutzfrist des Urheberrechts ausläuft. Nur Werke, die innerhalb der Vereinigten Staaten publiziert wurden, würden von der Steuer betroffen sein, da eine solche Steuer für ausländische Werke nach dem so genannten Drei-Stufen-Test unzulässig sein kann.
Wird aber die Steuer auch nach einer sechsmonatigen Gnadenfrist nicht bezahlt, verfällt der urheberrechtliche Schutz des Werkes unwiderruflich, mit dem Vorbehalt eines verbleibenden urheberrechtlichen Schutzes im Ausland gemäß der Berner Konvention. Werden die Beträge fristgerecht bezahlt, genießen die Werke die in den USA übliche Schutzfrist von derzeit 70 Jahren seit dem Tod des Urhebers oder 95 Jahre seit Veröffentlichung (im Fall einer Auftragsarbeit). Im Endeffekt entspräche der Gesetzesentwurf dem urheberrechtlichen Schutz, der unter dem Copyrights Act von 1909 Bestand hatte – aber mit der Möglichkeit, den Schutz nach Ablauf von 50 Jahren zu verlängern.
Der Zweck des Gesetzes ist, die Problematik der verwaisten Werke zu lösen, denn die korrekte Ermittlung deren Urheber bedingt nicht selten eine kostspielige Recherche. Bei Werken, die längere Zeit nicht neu aufgelegt worden sind, ist oftmals nicht klar, ob der Urheber gestorben ist oder seine Rechte auf eine andere Person übertragen hat. Kümmert sich der Urheber nicht um seine Rechte am Werk, würden sie nach dem Gesetzesvorschlag verfallen, worauf das Werk von jedermann genutzt werden kann. Ebenso sah der Gesetzesentwurf vor, dass das Copyright Office – ein Teil der US-Kongressbibliothek – eine Datenbank sämtlicher urheberrechtlich geschützter Werke unterhalten soll, damit potenzielle Lizenznehmer den Schöpfer ausfindig machen und über eine Genehmigung verhandeln können.